# Petrus du Plessis
Pour les articles homonymes, voir Du Plessis.

a Compétitions nationales et continentales officielles uniquement.

Dernière mise à jour le 13 juin 2024.
Petrus du Plessis, né le 31 mai 1981 à Hermanus (Afrique du Sud), est un joueur sud-africain de rugby à XV, reconverti comme entraîneur. Il évolue au poste de pilier.

## Carrière
Petrus du Plessis rejoint l'Angleterre en 2001, alors qu'il est âgé de 19 ans, afin de suivre ses études de kinésithérapie à l'université de Salford. En parallèle, il joue au niveau amateur avec le club du Liverpool St Helens FC en troisième division anglaise.
En 2003, il rejoint le club d'Orrell en deuxième division, avant de rejoindre l'année suivante le Sedgley RUFC dans le même championnat, avec qui il évolue pendant cinq saisons. Il termine ses études en 2008 et obtient son diplôme de kinésithérapeute.
Au mois de mars 2010, alors qu'il joue avec Nottingham depuis quelques mois, il est recruté par les Saracens afin de compenser les blessures de Carlos Nieto et Tom Mercey. Il s'impose rapidement comme un cadre de l'équipe grâce à sa puissance en mêlée fermée, et dispute plus de cent-cinquante rencontres avec le club londonien,. Il remporte trois titres de Premiership (2011, 2015, 2016) et deux Coupes d'Europe (2016, 2017).
Âgé de 36 ans, et non-conservé par les Saracens, il rejoint en 2017 les promus des London Irish,. Il dispute vingt-six rencontres lors de sa première saison avec les Exiles, mais ne peut empêcher le retour du club en deuxième division. 
En octobre 2018, après seulement une rencontre de RFU Championship, il quitte le club pour rejoindre jusqu'à la fin de la saison les Glasgow Warriors en Pro14, qui font face à de nombreuses blessures au poste de pilier droit. En 2019, il prolonge son contrat de deux saisons, cette fois en tant qu'entraîneur spécialiste de la mêlée, tout en gardant un rôle de joueur si besoin. Il fait une dernière apparition comme joueur en janvier 2020, lors d'un déplacement à Trévise où Glasgow était privé de ses internationaux.
En août 2020, il est nommé nouvel entraîneur de la mêlée de l'équipe d'Australie, suivant ainsi le nouveau sélectionneur Dave Rennie avec qui il travaillait à Glasgow,. Il occupe cette fonction jusqu'en février 2023, date à laquelle il décide de démissionner, à la suite de l'éviction de Rennie, et de son remplacement par Eddie Jones,.
En août 2023, il rejoint le club anglais des Leicester Tigers, où il doit assurer l'intérim en tant qu'entraîneur de la mêlée pendant la période de la Coupe du monde. 

## Palmarès

### En club
- Vainqueur de la Premiership en 2011, 2015 et 2016
- Finaliste de la Premiership en 2010 et 2014
- Vainqueur de la Coupe anglo-galloise en 2015
- Vainqueur de la Coupe d'Europe en 2016 et 2017
- Finaliste de la Coupe d'Europe en 2014.